# エイステイン2世 (ノルウェー王)
エイステイン2世・ハーラルソン（ノルウェー語：Øystein II Haraldsson, 1125年ごろ - 1157年8月21日?）は、ノルウェー王（在位：1142年 - 1157年）。ノルウェー王ハーラル4世の長男で、ノルウェー王国支配下の島嶼部（Vesterhavsøyene）で育った。1142年にノルウェーに来て、10歳ほど年下の異母弟シグル2世およびインゲ1世とともにノルウェー王とされた。1157年にインゲ1世の家臣にランリケ（ブーヒュースレーン）で殺害された。

## 生涯

### 生い立ち
エイステインは1125年頃にノルウェー王国支配下の島嶼部（Vesterhavsøyene、現在のシェトランド諸島、オークニー諸島またはヘブリディーズ諸島）で生まれた。父ハーラルはアイルランドで生まれたが、1120年代後半にマグヌス3世の息子としてノルウェー王位を主張するためノルウェーに向かった。ハーラルはノルウェーに向かう前に、エイステインの母ビャズク（ビアドック）と結婚、または関係を持った。ビャズクは有力なゲール人一族の出身で、兄弟はキンタイア王サマーレッドの父であった。父ハーラルは1136年に殺害され、1142年にエイステインと母ビャズクはノルウェーに到着した。父ハーラルがすでにエイステインを自らの息子として認知していたため、エイステインはすぐにノルウェー王として認められた。
エイステインの生涯と功績については、さまざまな解釈がなされている。Edvard Bullはエイステインの利己主義、暴力および厳しい支配を重視している一方で、Knut Arstadはエイステインを「行動の人」とし、エイステインのスコットランドにおける凶暴な行為に関し、政治的に合理的である理由を述べている。
エイステインは内乱の初期にノルウェーに到着したが、2人の王と1人の王位簒奪者が殺害された後でもその内乱の波はほとんど沈静化していなかった。まだ幼い王であるインゲとシグルは、後見人をつとめる高位の家臣のネットワークを通じて統治を行った。亡き父に息子として認められていたエイステインはノルウェーに来た後、異母弟のインゲおよびシグルと共に王位についた。同時に、若年で病弱なマグヌス・ハーラルソンも共治王となった。最終的にシグルとエイステインは共にインゲと対立するが、成功しなかった。
エイステインはノルウェー貴族の娘ラグナ・ニコラスダッテルと結婚した。また、エイステインにはエイステイン・エイステインソン・メイラという息子がいたが、その母については不明である。

### 西海への航海
1150年代初頭に、エイステインはオークニー諸島およびスコットランドへと遠征に向かった。エイステインはオークニー伯ハーラル・マッダドソンを捕らえ、身代金とエイステインへの服従を宣言することを要求した。その後、アバディーンで略奪を行い「イングランドを広く荒廃させた」。オークニー伯との衝突は、オークニー諸島が王国に属していること、およびエイステインの権力基盤がノルウェー南西部と島々にあることの内部の政治的確認の表れと見なすことができる。Arstadは、スコットランドでの攻撃がシグル・スレンベを支持したことに対するスコットランド王デイヴィッド1世への復讐、あるいはエイステイン自身の親戚に対する支援などのスコットランド内政への介入であったと推測している。イングランドにおける攻撃は、およそ85年前のハーラル3世の死に対する報復と見ることができる。
スノッリ・ストゥルルソンは、「人々はこの旅について非常に異なった判断を下した」とだけ記している。

### 大司教区の設置
兄弟王の治世における最も大きな事案は、1152/53年のニーダロス大司教区の設置であり、3人の王全員がこれに関与した。これまでは、ノルウェー教会はデンマーク王国のルンド大司教区（現在はスウェーデンの一部）のもとに置かれていた。教皇の特使ニコラス・ブレイクスピアはインゲを支持したが、他の3人の王は大司教区の設立とその場合の王室の譲歩で一致していた。このときに発行されたそれぞれの手紙では、エイステインは単独で発行者および保証人となっている。エイステインはおそらくこの重要な出来事において中心的な役割を果たした。

### 弟らとの対立
最終的にエイステインとシグルは、インゲおよびその側近、特にグレゴリウス・ダグソンとエーリング・スカッケと対立した。1155年にエイステインが2日間旅に出ている間に、シグルはベルゲンで殺害された。インゲとエイステインの関係は、その後2年間、小競り合い、略奪、そして1156年の和解と交互に繰り返され、エイステインはインゲが権力で自分より優位に立っていると感じていた。勝敗を決する戦いは、1157年にオスロフィヨルドで行われた。エイステインは部下に見捨てられ、部下の集団に襲われ、横たわっている間に背中を斧で切りつけられ殺害された。エイステインは捕らえられたときに何が待っているかを知っていたが、まずミサを行うように頼んだ。エイステインはミサを受けた後、殺害された。
エイステインは義兄弟シモン・スカルプ（エイステインの姉妹マリアの夫）の手下により殺害された後、フォルス教会（現在のブーヒュースレーンのムンケダル自治体のフォス）に埋葬された。スノッリ・ストゥルルソンは「彼が殺され、彼の血が地面に流れたところに泉が湧き出て、彼の体が一晩寝かされていた地面の下に別の泉が湧き出た。多くの人が、これらの井戸の水より健康上の恩恵を受けているようである。[...]エイステイン王の墓では、彼の敵が犬の肉で調理したスープを墓に注ぐまで、多くの恐ろしいことが起こった」と記している。Edvard Bullによると、この神聖さの伝統は数世紀にわたって、現代に至るまで存続したという。2つの泉はコルスカランおよびスコーカランと呼ばれており、スコーカランはエイステインが埋葬されたムンケダルのフォス教会の南西に現存する。
エイステイン王は、黒髪で浅黒い肌をしており、平均身長をわずかに上回り、賢明で思慮深い人物であった。しかし、彼から権力のほとんどを奪ったものは、彼が利己的でお金を愛するということであった。－スノッリ・ストゥルルソン